# Tomás Fernández
Tomás Fernández Ruiz (* 9. Februar 1915 in Santander, Spanien) ist ein ehemaliger kubanischer Fußballspieler spanischer Herkunft.

## Karriere

### Vereine
Fernández kam in den Spieljahren 1937 und 1938 für CD Centro Gallego in der Campeonato Nacional de Fútbol de Cuba, der höchsten Spielklasse im kubanischen Fußball, zu Punktspielen und gewann am Ende seines zweiten Spieljahres die Meisterschaft.

### Nationalmannschaft
Nachdem die Nationalmannschaft Kubas in der Qualifikation für die Weltmeisterschaft 1934 in Italien in der Gruppe 11, für Nord- und Mittelamerika an der Nationalmannschaft Mexikos in der Runde 2 gescheitert war, ereilte Fernández und seine Mannschaft das Glück – ohne ein Qualifikationsspiel bestritten zu haben – das erste Mal bei einer Weltmeisterschaft vertreten zu sein. Die US-amerikanische Nationalmannschaft, Mitbewerber in Gruppe A, verzichtete auf eine Spielaustragung gegen Kuba, sowie alle vier Nationalmannschaften, die in Gruppe B gesetzt waren. Zum Aufgebot für die WM-Endrunde gehörend, kam Fernández als Mannschaftskapitän in drei Turnierspielen zum Einsatz. Im Achtelfinale, das mit 3:3 unentschieden gegen die Nationalmannschaft Rumäniens endete, erzielte er das Tor zur 2:1-Führung in der 87. Minute. Im Wiederholungsspiel, das mit 2:1 gewonnen und im Viertelfinale, das mit 0:8 gegen die Nationalmannschaft Schwedens verloren wurde, kam er ebenfalls zum Einsatz.

## Erfolge
- Teilnehmer an der Weltmeisterschaft 1938
- Kubanischer Meister 1938